# Disocactus blomianus
Disocactus blomianus, conocida comúnmente como nopalillo orquídea de Blom, es una especie de planta suculenta perteneciente al género Disocactus, dentro de la familia Cactaceae. Es endémica del sureste de México (concretamente del estado de Chiapas, cerca de la frontera con Oaxaca).   

## Descripción
Disocactus blomianus es una especie de cactus epífito de hábito colgante, que se desarrolla sobre árboles. Es arbustivo y se ramifica desde la base.
Los tallos son aplanados, alargados y con forma de hoja. Inicialmente son erectos, aunque con el tiempo se vuelven colgantes y tienen los márgenes dentados. Sobre ellos se asientan areolas con espinas en forma de cerda, aunque pueden faltar.   
Las flores son grandes y se abren durante el día. Tienen forma de embudo y son de color naranja rojizo. Las anteras y la parte superior de los estambres tienen una tonalidad violácea. Los frutos tienen forma elipsoide, son parecidos a bayas y contienen en su interior semillas de color marrón oscuro a casi negras.

## Distribución y hábitat
El área de distribución nativa de esta especie es el sureste de México (concretamente en el estado de Chiapas, cerca de la frontera con Oaxaca) y habita principalmente en el bioma tropical estacionalmente seco.
La planta crece sobre árboles como epífita donde sus raíces se incrustan en la corteza de los árboles huéspedes para anclarse y fijarse, por lo que su único acceso a la humedad y los nutrientes proviene de la lluvia y los excrementos que caen desde arriba. Además, siempre crecen bajo el dosel de los árboles y nunca están expuestas al sol directo.

## Taxonomía
La primera descripción de esta especie fue como Heliocereus aurantiacus var. blomianus, publicada en 1990 por el botánico estadounidense Myron William Kimnach en la revista científica Cactus and Succulent Journal 62: 270.
Más tarde, el botánico francés Joël Lodé la elevó a la categoría de especie y la trasladó al género Disocactus, por lo que pasó a llamarse Disocactus blomianus. Registró estos cambios en Cactus-adventures international (Almería) 32 (1): 52 (2020 publ. 2022).

Etimología
- Disocactus: nombre genérico formado a partir de las palabras griegas dis (que significa 'dos veces'), isos (que significa 'igual) y kaktos (que significa 'cardo' o 'planta espinosa'), en alusión a los tallos aplanados con forma de hoja (con dos lados idénticos) que presentan las especies de este género.[7]
- blomianus: epíteto específico otorgado en honor a la periodista y antropóloga suiza Gertrude Duby-Blom (1901-1993), quien cultivó esta planta en su jardín en San Cristóbal de las Casas, Chiapas (México), e hizo campaña por la conservación de la selva tropical en Chiapas.[4]

## Usos
Se cultiva como planta ornamental y su propagación se realiza a través de esquejes.